# Bruch (Hellenthal)
Bruch is een plaats in de Duitse gemeente Hellenthal, deelstaat Noordrijn-Westfalen, en telt 12 inwoners (2006).